# Couleur des espèces chimiques
 (juillet 2016).
Si vous disposez d'ouvrages ou d'articles de référence ou si vous connaissez des sites web de qualité traitant du thème abordé ici, merci de compléter l'article en donnant les références utiles à sa vérifiabilité et en les liant à la section « Notes et références ».
La couleur des espèces chimiques est la perception d'une propriété physique de ces espèces chimiques qui provient généralement de l'excitation d'électrons à la suite d'une absorption d'énergie. La substance éclairée par un illuminant absorbe certaines longueurs d'onde, et en réfléchit d'autres, ce qui provoque une perception de couleur.
L'étude de la structure des espèces chimiques par l'absorption et le relâchement d'énergie est appelée spectroscopie.

## Théorie

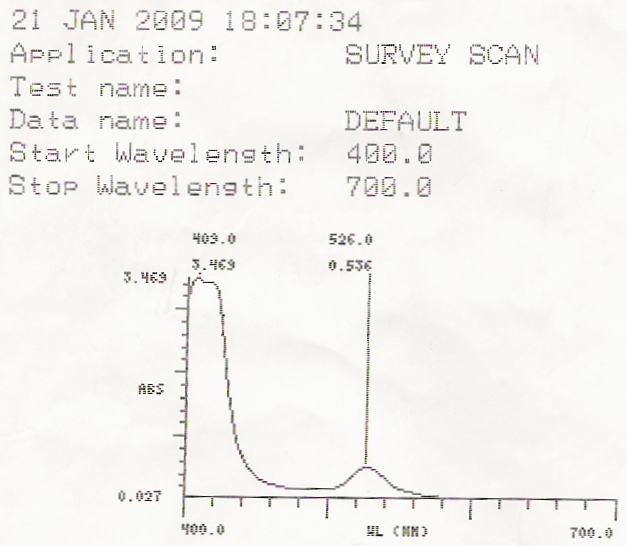
Spectre ultraviolet-visible d'une molécule qui apparaît orange dans le N,N-diméthylformamide

Tous les atomes et molécules sont capables d'absorber et de relâcher de l'énergie sous la forme de photons avec un changement d'état quantique. La quantité d'énergie absorbée ou relâchée correspond à la différence des énergies des deux états quantiques. Dans le cas de l'émission d'énergie visible par l’œil humain (spectre visible), les photons émis sont accompagnés en général d'un changement au niveau de l'orbitale atomique ou moléculaire.
La perception des couleurs dans la vision humaine distingue la répartition des énergies lumineuses dans le spectre visible. La vision des humains, comme celle des autres animaux, produit d'une adaptation au milieu, n'analyse pas rigoureusement le spectre. Il n'y a que trois types de récepteurs dans la rétine, et des spectres de rayonnenment très différents peuvent donner lieu à la même perception de couleur. Par exemple, un humain ne peut distinguer un jaune légèrement mélangé de blanc, comme celui qu'on voit dans l'arc-en-ciel, d'un mélange de deux lumières monochromatiques, l'une verte, l'autre rouge, en proportions appropriées. On parle de couleurs métamères.
On a des indications beaucoup plus précises sur la nature chimique d'un produit en examinant le rayonnement qu'il renvoie non pas en trois bandes, comme l'œil humain, mais en une trentaine ou plus et sans se limiter aux rayonnements visibles, comme on le fait en spectroscopie ultraviolet-visible.

## Couleur par catégorie
La plupart des molécules inorganiques (comme le chlorure de sodium) et des molécules organiques (comme l'éthanol) sont incolores. Les métaux de transition sont souvent colorés en raison des transitions d'électrons entre différents niveaux d'énergie. Les composés organiques ont tendance à être colorés lorsqu'ils contiennent une conjugaison. Par exemple, le lycopène est un exemple d'élément avec une forte conjugaison (onze liaisons doubles conjuguées) ce qui lui confère une couleur rouge intense (le lycopène est responsable de la couleur rouge des tomates). Les complexes de transfert de charge ont tendance à avoir des couleurs vives pour différentes raisons.

## Exemples

### Ions en solution aqueuse
| Nom                                  | Formule    | Couleur                 |
| ------------------------------------ | ---------- | ----------------------- |
| Métaux alcalins                      | M+         | Incolore                |
| Métaux alcalino-terreux              | M2+        | Incolore                |
| Scandium(III)                        | Sc3+       | Incolore                |
| Titane(III)                          | Ti3+       | Violet                  |
| Titane(IV)                           | Ti4+       | Incolore                |
| Titanyle                             | TiO2+      | Incolore                |
| Vanadium(II)                         | V2+        | Lavande                 |
| Vanadium(III)                        | V3+        | Gris foncé/vert         |
| Vanadyle                             | VO2+       | Bleu                    |
| Hypovanadate                         | V4O92−     | Marron                  |
| Oxyde de vanadium(V)                 | VO2+       | Jaune                   |
| Métavanadate                         | VO3−       | Incolore                |
| Orthovanadate                        | VO43−      | Incolore                |
| Chrome(III)                          | Cr3+       | Bleu-vert-gris          |
| Chromate                             | CrO42−     | Jaune                   |
| Dichromate                           | Cr2O72−    | Orange                  |
| Manganèse(II)                        | Mn2+       | Rose très clair         |
| Manganate(VII)                       | MnO4−      | Violet intense          |
| Manganate(VI)                        | MnO42−     | Vert foncé              |
| Manganate(V)                         | MnO43−     | Bleu intense            |
| Fer(II)                              | Fe2+       | Vert très pâle          |
| Fer(III)                             | Fe3+       | Violet très pâle/marron |
| Chlorure de fer(III) tétraédrique    | FeCl4−     | Jaune/marron            |
| Cobalt(II)                           | Co2+       | Rose                    |
| Complexe aminé de cobalt(III)        | Co(NH3)63+ | Jaune/orange            |
| Nickel(II)                           | Ni2+       | Vert clair              |
| Complexe aminé de nickel(II)         | Ni(NH3)62+ | Lavande/bleu            |
| Complexe aminé de cuivre(I)          | Cu(NH3)2+  | Incolore                |
| Cuivre(II)                           | Cu2+       | Bleu                    |
| Complexe aminé de cuivre(II)         | Cu(NH3)42+ | Bleu                    |
| Tétrachlorure de cuivre(II)          | CuCl42−    | Jaune-vert              |
| Zinc(II)                             | Zn2+       | Incolore                |
| Argent(I)                            | Ag+        | Incolore                |
| Argent(III) avec de l'acide nitrique | Ag3+       | Marron foncé            |

Il est important de noter cependant que les couleurs des espèces varient en fonction de leur état chimique et des espèces avec lesquelles elles sont combinées. Par exemple, le vanadium(III) : VCl3 a une teinte rougeâtre, alors que V2O3 apparaît noir.

### Sels
Prévoir la couleur d'une molécule est particulièrement complexe. Par exemple, le chlorure de cobalt est rose s'il est hydraté et bleu sinon. De même, l'oxyde de zinc est blanc mais devient jaune à haute température.
| Nom                               | Formule    | Couleur      | Photo                               |
| --------------------------------- | ---------- | ------------ | ----------------------------------- |
| Sulfate de cuivre(II) anhydre     | CuSO4      | Blanc        | Anhydrous copper(II) sulfate        |
| Sulfate de cuivre(II) hydraté     | CuSO4      | Bleu         | Large crystals of copper sulfate    |
| Benzoate de cuivre(II)            | C14H10CuO4 | Bleu         | Powdered copper benzoate            |
| Chlorure de cobalt(II) anhydre    | CoCl2      | Bleu intense | Cobalt(II) chloride                 |
| Chlorure de cobalt(II) hydraté    | CoCl2      | Rose/Magenta | Cobalt(II) chloride hexahydrate     |
| Chlorure de manganèse(II) hydraté | MnCl2      | Rose         | Manganese(II) chloride tetrahydrate |
| Chlorure de cuivre(II) hydraté    | CuCl2      | Bleu-vert    | copper(II) chloride dihydrate       |
| Chlorure de nickel(II) hydraté    | NiCl2      | Vert         | Nickel(II) chloride hexahydrate     |
| Iodure de plomb(II)               | PbI2       | Jaune        | Lead(II) iodide                     |

### Couleur à la flamme
Un test de flamme, appelé aussi test à la flamme, consiste à introduire un échantillon de l'élément ou du composé à analyser dans une flamme, non lumineuse et à haute température, puis à observer la couleur obtenue. On détecte la présence de certains ions métalliques, basé sur les caractéristiques des spectres d'émission de chaque élément.